# Сефер Пипер
Сефер Пипер је био чувени османски харамбаша и јунак, из прве половине XVIII вијека, који се помиње у бројним епским пјесмама тога времена. Прије примања ислама, звао се Станко Миличковић. Припадао је јаком фису Пипера у Никшићу (Хаджиманићи, Мрке, Беширевићи, Бауци, Осмовићи, Мечевићи, Златанићи, Дурковићи, Јашарагићи, Шубарици, Козићи и други). Поријеклом је, по предању, од старинаца Петровића (Мехметовића) и први је дошао у Оногошт. Потомци Сефера Пипера назвали су се Мулићи (многи од њих су били „муле“, учени људи и угледници). По народној пјесми, погубио га је Раде Балетић.